# Willem Hechter
Willem Hechter, južnoafriški general in vojaški pilot.
Hechter je bil načelnik Južnoafriškega vojnega letalstva (1996-2000).